# 4059-es busz
A 4059-es jelzésű autóbuszvonal Kazincbarcika és Nekézseny között húzódó helyközi vonal, amelyet a Volánbusz Zrt. üzemeltet Sajókaza és Mályinka érintésével.

## Útvonala
Kazincbarcika Szent Flórián térről indul. A temető felé hajt, majd a központi iskola, városháza és a kórház felől közelíti meg az autóbusz-állomást. Aztán ismét az Építők útja és a kórház felé halad, majd az alsóvárosi iskola megállóba megy. Nemsokkal később a 26-os főútra kanyarodik Bánréve irányába. Első település Sajóivánka. Útja során minden megállót érint, itt a munkaszüneti indítás kitérést tesz Sajókazára, csak Sólyombányán fordul. A vonal 8. kilométerén Vadnára érkezik, utoljára itt van közös megállója a Putnok felé tartó vonalakkal. Balra kanyarodik Nagybarca irányába, majd a szomszédos Bánhorváti következik. A Lázbérci-víztározó bejárati útját követően a 2506-os mellékúton Dédestapolcsányba érkezik, egy munkanapokon és szabadnapokon közlekedőn kívül mindegyik Mályinkát is érinti. A Tó utcai fordulótól számított 4 perccel később Nekézseny területén tartózkodik, a község fordulójánál végállomásozik.
Ellentétes irányban útvonala változatlan.

## Közlekedése
Indításszáma alacsony, pár kivételt elnézve teljes vonalon közlekednek. Nagyrészben a 4060-as és 4061-es buszok útvonala megegyezik a 4059-esével. Szólók biztosítják az eljutást.
| Viszonylat                                                  | Indításszám | Közlekedési rend     |
| ----------------------------------------------------------- | ----------- | -------------------- |
| Kazincbarcika, Szent Flórián tér – Nekézseny, aut. ford.    | 1 pár       | munkanapokon         |
| Kazincbarcika, Szent Flórián tér – Nekézseny, aut. ford.    | 1 pár       | szabadnapokon        |
| Kazincbarcika, Szent Flórián tér – Nekézseny, aut. ford.    | 1 oda       | munkaszüneti napokon |
| Nekézseny, aut. ford. ➝ Kazincbarcika, aut. áll.            | 1 oda       | munkanapokon         |
| Nekézseny, aut. ford. ➝ Kazincbarcika, aut. áll.            | 1 oda       | szabadnapokon        |
| Mályinka, tűzoltószertár ➝ Kazincbarcika, Szent Flórián tér | 1 oda       | munkaszüneti napokon |

## Megállóhelyei
| 0                                                        | Kazincbarcika, Szent Flórián tér autóbusz-váróterem végállomás | 0.0 km  | 1054, 1369, 1384, 1410, 1411 3756, 3763, 3764, 3765, 3766, 3767, 3769, 3770, 3772, 3773, 4040, 4041, 4043, 4044, 4045, 4046, 4047, 4048, 4050, 4052, 4058, 4061, 4063, 4065, 4066, 4067, 4069, 4070, 4075, 4079, 4080, 4081, 4082, 4083, 4084, 4194 |
| 1                                                        | Kazincbarcika, temető                                          | 0.9 km  | 3756, 3763, 3764, 3765, 3766, 3767, 3770, 3772, 3773, 4040, 4041, 4044, 4046, 4047, 4048, 4050, 4052, 4063, 4065, 4066, 4067, 4069, 4070, 4075, 4080, 4082, 4083, 4084                                                                              |
| 2                                                        | Kazincbarcika, központi iskola                                 | 1.6 km  | 3756, 3763, 3764, 3765, 3770, 3772, 3773, 4040, 4041, 4044, 4047, 4048, 4050, 4052, 4060, 4063, 4065, 4067, 4069, 4070, 4075, 4080, 4082, 4083, 4084                                                                                                |
| 3                                                        | Kazincbarcika, városháza                                       | 2.0 km  | 3 1369, 1384, 1410, 1411 3756, 3763, 3764, 3765, 3770, 3772, 3773, 4040, 4041, 4044, 4047, 4048, 4050, 4052, 4060, 4063, 4065, 4067, 4069, 4070, 4075, 4080, 4082, 4083, 4084                                                                       |
| Naponta 1 alkalommal nem érintett.                       |                                                                |         | |
| 4                                                        | Kazincbarcika, kórház                                          | 2.4 km  | 3 1054 3408, 3756, 3763, 3764, 3765, 3770, 3772, 3773, 4040, 4041, 4044, 4047, 4048, 4050, 4052, 4057, 4060, 4065, 4066, 4069, 4070, 4075, 4080, 4082, 4083, 4084, 4153                                                                             |
| 5                                                        | Kazincbarcika, Ifjúmunkás tér                                  | 2.8 km  | 3 3408, 3756, 3763, 3764, 3765, 3770, 3772, 3773, 4040, 4041, 4044, 4047, 4048, 4050, 4052, 4057, 4060, 4065, 4066, 4069, 4070, 4075, 4080, 4082, 4083, 4084, 4153                                                                                  |
| 6                                                        | Kazincbarcika, autóbusz-állomás vonalközi végállomás           | 3.6 km  | 3, 9 1054 3408, 3756, 3763, 3764, 3765, 3766, 3767, 3770, 3772, 3773, 4040, 4041, 4046, 4047, 4048, 4050, 4052, 4057, 4060, 4065, 4066, 4069, 4070, 4075, 4080, 4082, 4083, 4084, 4154                                                              |
| 7                                                        | Kazincbarcika, Ifjúmunkás tér                                  | 4.4 km  | 3 3408, 3756, 3763, 3764, 3765, 3770, 3772, 3773, 4040, 4041, 4044, 4047, 4048, 4050, 4052, 4057, 4060, 4065, 4066, 4069, 4070, 4075, 4080, 4082, 4083, 4084, 4153                                                                                  |
| 8                                                        | Kazincbarcika, kórház                                          | 4.8 km  | 3 1054 3408, 3756, 3763, 3764, 3765, 3770, 3772, 3773, 4040, 4041, 4044, 4047, 4048, 4050, 4052, 4057, 4060, 4065, 4066, 4069, 4070, 4075, 4080, 4082, 4083, 4084, 4153                                                                             |
| 9                                                        | Kazincbarcika, alsóvárosi iskola                               | 5.5 km  | 3408, 3770, 3773, 4057, 4060, 4063, 4065, 4066, 4067, 4069, 4153 |
| 10                                                       | Kazincbarcika, ÉRV II. telep                                   | 6.6 km  | 1384 3770, 3773, 4057, 4058, 4060, 4061, 4062, 4063, 4065, 4066, 4067, 4069, 4153, 4194 |
| 11                                                       | Csukástói tanya                                                | 7.4 km  | 3773, 4057, 4058, 4060, 4061, 4062, 4063, 4065, 4066, 4067, 4069, 4153, 4194 |
| 12                                                       | Sajókaza vasútállomás bejárati út                              | 8.9 km  | 1054, 1369, 1384, 1410, 1411 3408, 3770, 3773, 4057, 4058, 4060, 4061, 4062, 4063, 4065, 4066, 4067, 4069, 4153, 4194 személyvonat – Sajókaza [92.]                                                                                                 |
| Munkaszüneti napokon 1 alkalommal érintett.              |                                                                |         | |
| ∫                                                        | Sajókaza, községháza                                           | ∫       | 4057, 4060, 4061, 4065, 4066, 4067, 4069 |
| ∫                                                        | Sajókaza, emlékmű                                              | ∫       | 4057, 4060, 4061, 4065, 4066, 4067, 4069 |
| ∫                                                        | Sajókaza, iskola                                               | ∫       | 4057, 4060, 4061, 4066, 4067, 4069 |
| ∫                                                        | Sajókaza, malom                                                | ∫       | 4057, 4060, 4061, 4066, 4067, 4069 |
| ∫                                                        | Sajókaza, Sólyombánya autóbusz-forduló                         | ∫       | 4057, 4060, 4061, 4066, 4067, 4069 |
| ∫                                                        | Sajókaza, malom                                                | ∫       | 4057, 4060, 4061, 4066, 4067, 4069 |
| ∫                                                        | Sajókaza, iskola                                               | ∫       | 4057, 4060, 4061, 4066, 4067, 4069 |
| ∫                                                        | Sajókaza, emlékmű                                              | ∫       | 4057, 4060, 4061, 4065, 4066, 4067, 4069 |
| ∫                                                        | Sajókaza, községháza                                           | ∫       | 4057, 4060, 4061, 4065, 4066, 4067, 4069 |
| 13                                                       | Vadna, községháza                                              | 10.8 km | 1054, 1369, 1384, 1410, 1411 3408, 3770, 3773, 4057, 4058, 4060, 4061, 4062, 4063, 4065, 4066, 4067, 4153, 4194 személyvonat – Vadna [92.] |
| 14                                                       | Sajómenti Vízművek 3/1. telep                                  | 12.3 km | 4058, 4060, 4061, 4153 |
| 15                                                       | Nagybarca, tanbánya                                            | 13.1 km | 3408, 4058, 4060, 4061, 4153 |
| 16                                                       | Nagybarca, autóbusz-váróterem                                  | 14.5 km | 1054 3408, 4058, 4060, 4061, 4153 |
| 17                                                       | Nagybarca, BSH telep                                           | 15.1 km | 3408, 4058, 4060, 4061, 4153 |
| 18                                                       | Bánhorváti, Bánfalva                                           | 16.2 km | 3408, 4058, 4060, 4061, 4153 |
| 19                                                       | Bánhorváti, autóbusz-váróterem                                 | 17.2 km | 1054 3408, 4058, 4060, 4061, 4153 |
| 20                                                       | Bánhorváti, híd                                                | 17.8 km | 1054 3408, 4058, 4060, 4061, 4153 |
| 21                                                       | Lázbérci-víztározó bejárati út                                 | 19.7 km | 3408, 4058, 4060, 4061, 4153 |
| 22                                                       | Dédestapolcsány, Gagarin utca                                  | 23.8 km | 1054 3408, 4058, 4060, 4061, 4153 |
| 23                                                       | Dédestapolcsány, Tó utcai forduló                              | 24.4 km | 3408, 4060, 4061, 4153, 4154, 4160, 4161, 4194 |
| 24                                                       | Dédestapolcsány, élelmiszerbolt                                | 25.2 km | 3408, 4058, 4060, 4061, 4153, 4154, 4160, 4161, 4194 |
| 25                                                       | Dédestapolcsány, italbolt                                      | 25.9 km | 1054 3408, 4058, 4060, 4061, 4153, 4154, 4160, 4161, 4194 |
| 26                                                       | Dédestapolcsány, mályinkai elágazás                            | 26.6 km | 4058, 4060, 4061, 4153, 4154, 4160, 4161, 4194 |
| Munkanapokon 1; szabadnapokon 1 alkalommal nem érintett. |                                                                |         | |
| 27                                                       | Mályinka, alsó                                                 | 28.2 km | 4058, 4060, 4061, 4153, 4160, 4161, 4194 |
| 28                                                       | Mályinka, emlékmű                                              | 28.5 km | 4058, 4060, 4061, 4153, 4160, 4161, 4194 |
| 29                                                       | Mályinka, tűzoltószertár vonalközi végállomás                  | 29.1 km | 4058, 4060, 4061, 4153, 4160, 4161, 4194 |
| 30                                                       | Mályinka, emlékmű                                              | 29.7 km | 4058, 4060, 4061, 4153, 4160, 4161, 4194 |
| 31                                                       | Mályinka, alsó                                                 | 30.0 km | 4058, 4060, 4061, 4153, 4160, 4161, 4194 |
| 32                                                       | Dédestapolcsány, mályinkai elágazás                            | 31.6 km | 4058, 4060, 4061, 4153, 4154, 4160, 4161, 4194 |
| 33                                                       | Dédestapolcsány, italbolt                                      | 32.3 km | 1054 3408, 4058, 4060, 4061, 4153, 4154, 4160, 4161, 4194 |
| 34                                                       | Dédestapolcsány, élelmiszerbolt                                | 33.0 km | 3408, 4058, 4060, 4061, 4153, 4154, 4160, 4161, 4194 |
| 35                                                       | Dédestapolcsány, Tó utcai forduló                              | 33.8 km | 3408, 4060, 4061, 4153, 4154, 4160, 4161, 4194 |
| 36                                                       | Nekézseny, Arany János utca 45.                                | 38.1 km | 4061, 4153, 4154, 4160, 4161, 4194 |
| 37                                                       | Nekézseny, községháza                                          | 38.6 km | 4061, 4153, 4154, 4160, 4161, 4194 |
| 38                                                       | Nekézseny, híd                                                 | 39.0 km | 4061, 4153, 4154, 4160, 4161, 4194 |
| 39                                                       | Nekézseny, Széchenyi utca 11.                                  | 39.4 km | 4061, 4153, 4154, 4160, 4161, 4194 |
| 40                                                       | Nekézseny, autóbusz-forduló végállomás                         | 39.8 km | 4061 |